# Nhũ Tử Anh
Nhũ Tử Anh (chữ Hán: 孺子嬰; 5 – 25) hay Lưu Anh (劉嬰), là vị Hoàng đế cuối cùng của nhà Tây Hán trong lịch sử Trung Quốc.

## Thân thế
Lưu Anh là con trai của Quang Uy hầu Lưu Hiển – hoàng thân nhà Hán. Là Hoàng huyền tôn (cháu 5 đời) của Hán Tuyên Đế Lưu Tuân. Mẹ ông vẫn chưa rõ là ai.

## Thiếu đế bị truất
Lưu Anh sinh ra khi nhà Tây Hán đã bị ngoại thích Vương Mãng thao túng trong nhiều năm. Vương Mãng lập các hoàng đế ít tuổi lên ngôi để khống chế.
Để chuẩn bị cướp ngôi nhà Hán, cuối năm 5 CN, Vương Mãng đầu độc giết Hán Bình Đế mới lên 14 tuổi. Vì Bình Đế chưa có con, Vương Mãng chọn Lưu Anh vừa ra đời chưa lâu lên ngôi vua. Do Lưu Anh còn quá nhỏ tuổi nên được gọi là Nhũ Tử Anh (đứa trẻ tên Anh).
Lúc này, Vương Chính Quân được cháu trai Vương Mãng cùng hết thẩy quần thần tấn tôn làm Thái thái hoàng thái hậu (太太皇太后). Bà nắm giữ địa vị và thực quyền tối cao trong hoàng thất lẫn triều chính của Đại Hán bấy giờ.
Trong thời gian Lưu Anh bệ hạ chỉ ở ngôi trên danh nghĩa, một số hoàng thân quốc thích nhà Hán nhận ra ý định của Vương Mãng đã khởi binh chống lại, nhưng đều bị đàn áp.
Vua Daeso của Đông Phù Dư đã yêu cầu một liên minh với nhà Hán (đời vua Nhũ Tử Anh), và tuyển đủ quân để tăng cường sức mạnh quân đội hòng tấn công Cao Câu Ly (đời vua Lưu Ly Minh Vương). Cuộc chiến tranh đầu tiên giữa Cao Câu Ly và Đông Phù Dư diễn ra vào năm 6 CN. Daeso trực tiếp dẫn dắt 50.000 quân Đông Phù Dư và quân Hán xâm nhập Cao Câu Ly, nhưng bắt buộc phải rút lui do tuyết bắt đầu rơi rất nặng. 
Năm 8, Nhũ Tử Anh bị Vương Mãng phế truất và cướp ngôi hoàng đế, lập ra nhà Tân (8-23). Lúc đó Nhũ Tử Anh mới 4 tuổi, bị giáng phong làm Định An công.

## Chống Lưu Huyền thất bại
Chính quyền nhà Tân mất lòng dân, nhân dân nổi dậy chống lại. Năm 23, quân khởi nghĩa Lục Lâm đánh vào Trường An giết chết Vương Mãng. Thủ lĩnh quân Lục Lâm là hoàng thân Lưu Huyền được lập lên ngôi, tức là vua Canh Thủy Đế.
Canh Thủy đế thắng được Vương Mãng nhưng sớm có tư tưởng hưởng lạc, trong khi các lực lượng chống đối từ cuối thời Vương Mãng còn nhiều. Chính quyền Canh Thủy suy yếu nhanh chóng.
Đầu năm 25, Lưu Anh lên 20 tuổi. Tướng Phương Vọng ở Bình Lăng thấy chính quyền Canh Thủy đã loạn, bèn lập ông lên ngôi để chống Lưu Huyền.
Lưu Huyền biết tin bèn sai Lý Tùng mang quân trấn áp. Phương Vọng thế yếu không chống lại được Lý Tùng. Cuối cùng cả Phương Vọng và Lưu Anh đều bị giết chết.
Lưu Anh làm vua 2 lần nhưng đều nhanh chóng bị truất đế vị.

## Niên hiệu
Trong 3 năm ở ngôi, Lưu Anh có đặt 2 niên hiệu:
- Cử Nhiếp (6 – 8)
- Sơ Thủy (8 – 9)